# Yamaha Motor España
|  | Per a altres significats, vegeu «Yamaha». |

Yamaha Motor España (abreujat YMES) fou la filial a l'estat espanyol de Yamaha Motor Company, multinacional fabricant de motocicletes amb seu al Japó. Successora de SEMSA, una societat creada el 1981 entre Yamaha i diverses entitats bancàries per tal de prendre el control de Sanglas, aleshores en fallida financera, Yamaha Motor España inicià les seves activitats industrials a l'antiga fàbrica de la marca catalana a L'Hospitalet de Llobregat, on va romandre fins que el 1987 es traslladà a unes instal·lacions de nova construcció a Palau-solità i Plegamans, Vallès Occidental.
YMES es mantingué activa i fabricà una gran quantitat de motocicletes a Catalunya, destinades als mercats espanyol i europeu, fins que la crisi global del sector iniciada el 2009 n'acabà provocant la deslocalització a França el 2012, després d'unes intenses negociacions entre la multinacional, el govern català i els treballadors que acabaren salvant els llocs de treball de la major part de la plantilla, ja que finalment un important grup logístic aragonès es quedà amb les instal·lacions i les mantindrà en plena activitat. La darrera Yamaha catalana sortí de la línia de producció de Palau-solità i Plegamans el 31 de març de 2012.

## Història

### Precedents: Sanglas i SEMSA
Cap a 1980, la situació financera de Sanglas tocà fons i, en no aconseguir donar rendibilitat a una inversió milionària rebuda el 1977 de Prodinsa (Promociones y Desarrollos Industriales S. A., grup d'empreses participat per Banco de Madrid i Cadesbank), es decidí de vendre l'empresa a Banesto per mitjà de la Banca Garriga Nogués (presidida per Javier de la Rosa). L'estratègia era arribar a importants plusvàlues tot pensant en la desitjada venda als japonesos. Se sabia que Yamaha tenia la intenció de prendre posicions dins l'estat espanyol amb vistes al previst ingrés d'Espanya a la Comunitat Econòmica Europea, alhora que cercava d'entrar en el mercat espanyol sense les restriccions que establien els acords comercials internacionals de l'època (tot establint-se a la península Ibèrica, Yamaha esperava arrasar aquest mercat, i de retruc l'europeu, amb productes d'origen oriental fabricats a costos molt inferiors als que hi havia a l'Europa del moment).

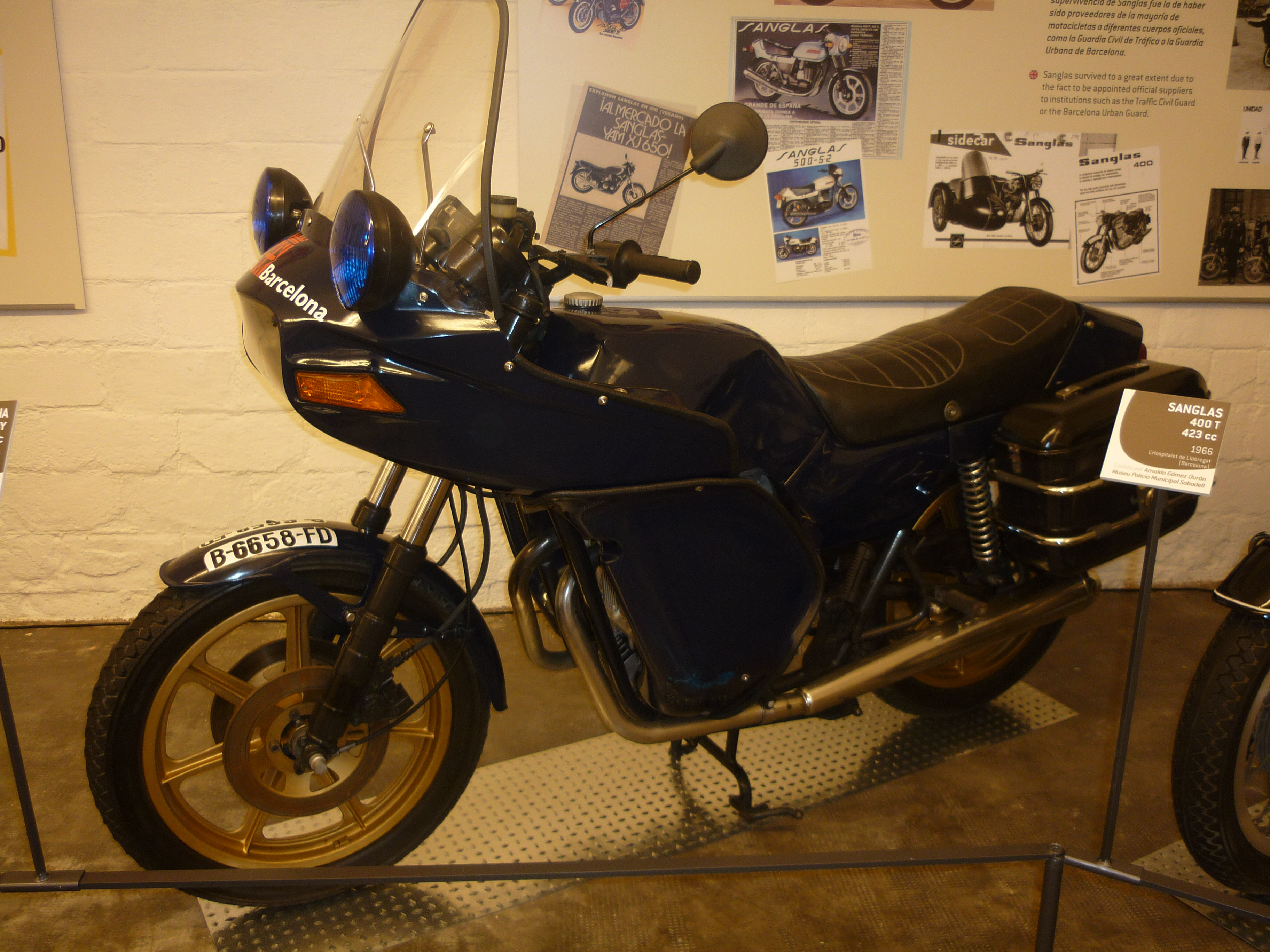
La Sanglas-Yamaha 400 Y de 1982 fou la primera moto produïda per SEMSA

Així doncs, Banesto presentà successius plans de viabilitat del seu projecte d'instauració d'una indústria de la motocicleta protegida per Yamaha, fins que el 4 de novembre de 1981 l'administració hi donà el vistiplau. Es constitueix aleshores SEMSA (Sociedad Española de Motocicletas, SA), una joint-venture amb la participació de Yamaha (qui hi aporta el 50% del capital), Banesto, Banco de Madrid, Banca Garriga Nogués i Cadesbank. L'operació, facilitada per la Generalitat de Catalunya amb el vistiplau del govern espanyol, va generar fortes plusvàlues a la Banca Garriga Nogués i a Banesto (s'ha dit que Yamaha va comprar Sanglas a preu de saldo). De passada, l'administració obliga a tancar Mototrans (una part del personal de la qual és assumida per SEMSA) per tal d'eliminar així la competència italiana.
SEMSA inicià les activitats el 1982, tot produint el primer model Yamaha a les antigues instal·lacions de Sanglas a L'Hospitalet de Llobregat, la Sanglas-Yamaha S-400-Y bicilíndrica (un híbrid de Sanglas amb motor Yamaha i disseny "japonès"). Fou el darrer model que va lluir la marca catalana -de fet, Sanglas passà de ser productor de motocicletes a esdevenir assessor dels japonesos, que a partir d'aquell moment es feren amb les regnes de la societat. Aquell mateix any l'empresa produeix el primer model amb tecnologia íntegra de Yamaha, la DT80, destinat inicialment al mercat alemany i introduït a l'espanyol el 1983 (any en què es llança també la Yamaha SR 250 Standard).
L'objectiu inicial de l'empresa era subministrar al mercat interior i obtenir llicències per a importar motocicletes petites i mitjanes (en uns moments en què encara hi havia quotes d'importació). De fet, la producció de SEMSA al començament era d'unes 4.000 unitats del model Sanglas S-400-Y. El veritable negoci aleshores era la importació de motocicletes grans, un segment de mercat on la demanda superava l'oferta per la inexistència de productes d'aquestes característiques de fabricació estatal.
El 1985 s'inicia la producció dels models RD 80 i SR 250 Special, al mateix temps que es comença la construcció d'una nova fàbrica al polígon Riera de Caldes de Palau-solità i Plegamans. El 1986, Banesto decideix desfer-se de les seves participacions industrials i Yamaha adquireix el 100% de SEMSA.

### 1987: Neix Yamaha Motor España

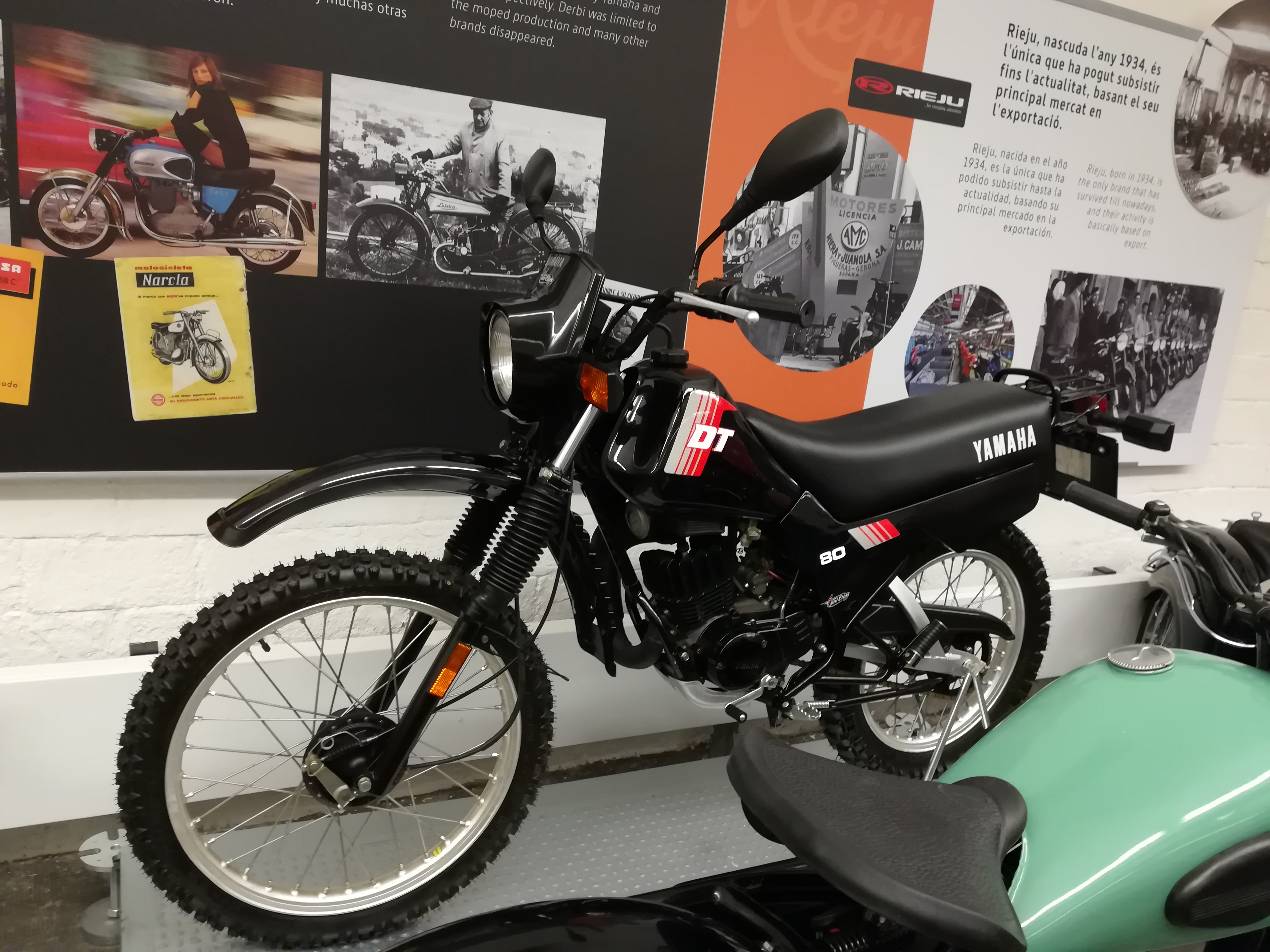
Yamaha DT 80, el primer model 100% Yamaha fabricat a L'Hospitalet de Llobregat

Finalment, ja amb capital 100% Yamaha, la companyia canvia de nom i el 1987 es constitueix formalment Yamaha Motor España, S.A. La nova empresa (abreujada YMES) depèn orgànicament de Yamaha Motor Europe, filial constituïda el 1968 a Amsterdam que coordinava els diferents distribuïdors existents a Europa (aleshores França, Catalunya, Itàlia i Turquia) i el subministrament de recanvis per a tot el continent. Yamaha Motor Europe dirigia també la fabricació de suspensions a Suècia i de components de fibra de carboni a Anglaterra. Pel que fa a SEMSA, la societat seguí existint com a tal fins al 5 d'abril de 1989 en què es dissolgué definitivament.
El mateix any de la seva fundació, 1987, YMES es trasllada a Palau-solità i Plegamans. Aquestes noves instal·lacions, amb una superfície total de 21.000 m² i capacitat per a fabricar 30.000 unitats anuals, s'inauguren oficialment el 9 de novembre de 1988. Poc després, el 1990, la Divisió Nàutica de Yamaha s'integra a YMES.
El 23 de setembre de 1991, menys de tres anys després d'haver inaugurat la nova fàbrica, un gran incendi arrasa la planta de producció i manté la fabricació de motocicletes aturada durant més de tres mesos (27 dies després de l'incendi es restableix el subministrament de recanvis i 90 dies més tard arrenca la primera línia de producció).

### 1992: Ampliació d'instal·lacions
El 1992, només 350 dies després de l'incendi, s'inauguren les noves instal·lacions ampliades a 33.400 m², amb capacitat per a produir 150.000 unitats anuals. Yamaha esdevé proveïdor oficial dels Jocs Olímpics de Barcelona'92 i de l'Expo'92 de Sevilla.
El 1996, el President de Yamaha Motor Corporation, T. Hasegawa, commemora la sortida de la moto número 250.000 produïda a Palau. El 1997 es culmina el primer projecte multinacional amb el llançament del nou model NEO's 50cc, un model produït a Catalunya per a tot Europa. Durant aquella època, la importància de la factoria catalana dins el volum del negoci global de Yamaha anava en augment: el 1998 s'arriba a la xifra rècord de producció de 129.850 unitats en un sol any, i el 27 d'abril de 1999 s'assoleix la xifra de 500.000 unitats produïdes a la planta vallesana. El 2003 se celebra a Barcelona la Yamaha Motor European Convention. El maig de 2004 es fabrica la unitat 1.000.000 de Yamaha catalana, essent el model en concret una NEO's 50cc.

### 2009: Comença la crisi

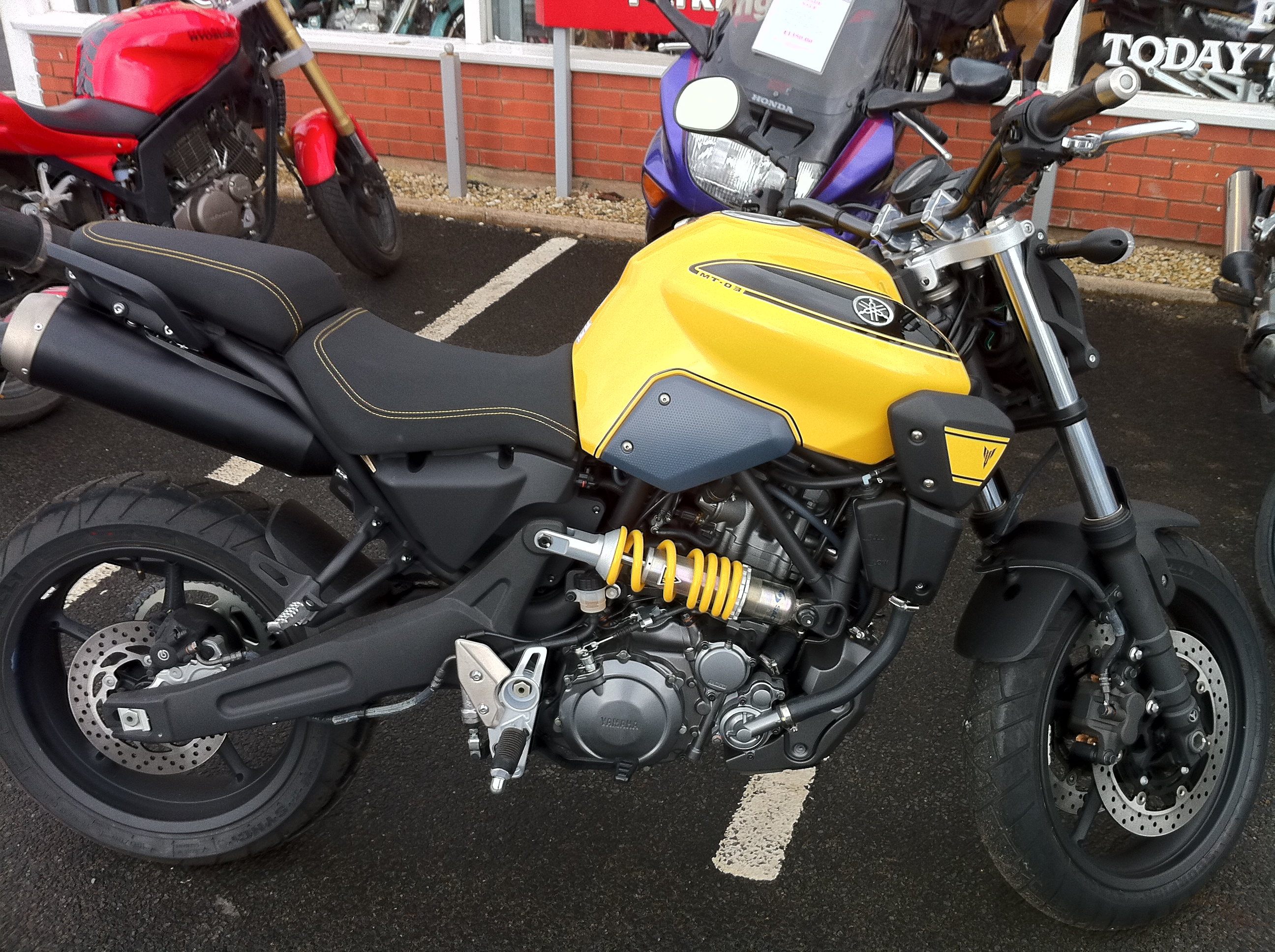
La MT-03 es començà a fabricar a Catalunya el 2010, un cop Yamaha tancà la planta d'Itàlia

La bona marxa de l'empresa poc feia presagiar que els esdeveniments es precipitarien en qüestió de pocs anys fins a provocar-ne el tancament. El 2009, però, apareixen els primers símptomes preocupants: Yamaha tanca la filial d'Itàlia en considerar excessiva la seva estructura industrial a Europa. Fou un tancament beneficiós temporalment per a la factoria catalana, ja que va assumir la fabricació d'un dels models que es produïen a Itàlia, però això no va evitar que YMES entrés en pèrdues aquell mateix 2009, després de patir una caiguda del 50% de la seva xifra de negoci, que es va situar per sota dels 200 milions d'euros. Apareixen aleshores els primers canvis de directius: el càrrec de conseller delegat d'YMES és assumit directament per un executiu japonès, Nakamasa Iwase.
A causa de la crisi global, el sector de la motocicleta experimenta una gran davallada. Les vendes de motocicletes Yamaha a Europa cauen un 47% entre el 2009 i el 2011, fet que perjudica especialment la fàbrica de Palau-solità i Plegamans, ja que el gros de la seva producció anava destinada al mercat europeu. La producció anual de la fàbrica cau fins a menys de la meitat de la seva capacitat total, situada en 120.000 unitats anuals.

## El tancament

### 2011: Anunci de tancament
A finals del 2010, Jorge Lasheras anunciava que deixava la presidència del consell d'administració de la multinacional després de 35 anys a l'empresa, essent assumit el seu càrrec pel president de Yamaha Europa, Hajime Yamaji. Poc després, el 27 de gener del 2011, la direcció de Yamaha comunicà oficialment al comitè d'empresa de Palau que havia decidit tancar. La intenció anunciada era de començar a reduir la seva producció progressivament a partir de juny i tancar les portes definitivament el 2012. La multinacional volia concentrar la seva producció europea a MBK, la factoria francesa de Yamaha situada a Saint-Quentin, amb l'argument de la necessitat de reordenar la seva estructura europea a causa de la caiguda del negoci i la saturació del sector. El comunicat oficial de la multinacional especificava que la decisió del cessament de l'activitat industrial s'englobava en un projecte de «redefinició global del negoci de Yamaha a nivell mundial condicionat pel descens de vendes i per un marc econòmic desfavorable a curt i a mitjà termini». Atès que les plantes de França i Catalunya treballaven per sota de la seva capacitat màxima (200.000 i 130.000 vehicles respectivament), Yamaha optà per centralitzar la seva producció a la primera per ser més gran que la catalana i pel fet que fabricava elements no tractats a Palau-solità, com ara motors forabord i tubs d'escapament. D'altra banda, Yamaha anuncià que mantindria la seva presència i activitat comercial a l'estat espanyol i les seves oficines centrals a Palau-solità i Plegamans.
La notícia, filtrada el dia abans als treballadors, fou del tot inesperada, ja que d'una banda l'empresa ni tan sols havia fet el pas previ preceptiu (presentar un ERO d'extinció) i de l'altra la producció començava a recuperar-se, ja que s'havien rebut noves comandes i fins i tot a l'octubre del 2010 s'havien contractat 40 treballadors temporals. El Conseller d'Empresa i Ocupació de la Generalitat, Francesc Xavier Mena, declarà que Yamaha havia pres «una decisió corporativa» no vinculada a «falta de productivitat i competitivitat».

### Reaccions
Al moment de l'anunci del tancament, a la fàbrica de Palau-solità i Plegamans hi treballaven 417 persones, una plantilla jove –la mitjana d'edat dels treballadors era de 40 anys– i plenament formada. Els representants sindicals de CCOO, sindicat majoritari a l'empresa, anunciaren mobilitzacions i informaren que feia temps que els arribaven rumors de tancament. Les mateixes fonts deien que la fàbrica vallesana era rendible i que fins i tot havia estat «el banc de l'empresa». Segons aquestes fonts, els beneficis que s'aconseguien a Catalunya «servien per a compensar les pèrdues de la planta francesa»: el 2009 la fàbrica de Palau va registrar tres milions d'euros de pèrdues, mentre que a França els nombres negatius van arribar a 25 milions. La situació era difícilment justificable des del punt de vista econòmic, ja que el cost mitjà d'un empleat de Palau era aleshores d'uns 36.300 euros i a França, de 50.000. Un dels possibles motius de la marxa a França podria ser que amb la legislació espanyola era més senzill de tirar endavant un procés com aquest que no pas amb la francesa, com es demostrava amb altres multinacionals que havien optat també per la deslocalització.
L'operació de tancament tingué alguns punts foscos. Segons es digué aleshores, Yamaha s'hauria endut als Països Baixos, on té les seves oficines centrals europees, 70 milions d'euros de la planta de Palau abans d'anunciar-ne el tancament (segons consta en els seus comptes de 2010), cosa que demostraria que la companyia preparava el tancament des de l'any anterior. En treure els diners se cercaria d'empitjorar els comptes de la filial i així aplanar el camí a un expedient de regulació d'ocupació, cosa que facilitaria la seva marxa.

### Negociacions
Les negociacions entre el bufet Baker&McKenzie (contractat per la multinacional per a enllestir el procés) i els treballadors varen ser difícils. Allò que hauria d'haver durat poques setmanes s'allargà quasi un any fins que finalment les condicions resultaren assumibles per als treballadors. Els 417 treballadors de la planta estaven representats per un únic sindicat, CCOO, ja que poc abans la representant d'UGT s'havia passat a aquest sindicat, encapçalat per Oscar Rivera (qui havia renunciat al seu càrrec de regidor per ICV-EUiA a l'Ajuntament de Palau per tal de centrar-se en la seva representació sindical). Rivera fou un dur contrincant per a la multinacional, la qual fins i tot el va portar als tribunals, tot i que acabà retirant la querella interposada contra ell. Després de diferents "estira-i-arronsa" i davant la negativa dels treballadors a acceptar qualsevol tipus de negociació que passés pel tancament de la fàbrica, i considerant que les darreres condicions que oferia la multinacional ja superaven els 45 dies màxims que marcava la llei, la Generalitat acabà per denegar l'ERO a finals del mes de maig, tot donant la raó als treballadors, ja que la societat no tenia pèrdues i no se'ls podia, doncs, acomiadar massivament (de fet, el primer trimestre de l'any la multinacional havia presentat uns beneficis de 262 milions d'euros, un 22% més que l'any anterior).
La resposta dels responsables de Yamaha fou canviar d'estratègia i seguir la via utilitzada per altres multinacionals. Assessorada ara per la firma Alta Partners, l'empresa mirà de cercar una solució pactada, similar a la trobada per a Sony a Viladecavalls, per tal de permetre que pogués continuar l'activitat a les seves instal·lacions. A més, els responsables de Yamaha volien mantenir el mercat espanyol tot i anar-se'n a França, per la qual cosa durant el darrer trimestre del 2011 dividiren YMES en dues societats diferents, una de màrqueting que continuarà operant des de Catalunya (Yamaha Motor Márketing) i una altra d'industrial centrada a la planta de Palau, per a la qual havien de trobar algun soci industrial. Aquest soci aparegué finalment el mes de novembre, tot i que la signatura de l'acord final s'endarrerí fins al febrer del 2012 a causa de diversos serrells. Es tractava de Sesé, un grup logístic de Saragossa especialitzat en serveis industrials per al sector de l'automoció (proveïdor estratègic de Seat i Volkswagen, té una forta presència internacional, més de 1.600 treballadors i vendes previstes per al 2011 per sobre dels 250 milions d'euros).

### Grup Sesé
L'acord, signat el 21 de novembre del 2011 a la Generalitat entre el president de Yamaha Motor España, Junzo Saito, el propietari del Grup Sesé, Alfonso Sesé i un representant de Seat, establia que Yamaha continuaria donant suport al nou projecte industrial, acordant per exemple que l'acabat i pintat de peces de plàstic per a la multinacional se seguiria fent a Palau durant els següents tres anys, a més de gestionar-s'hi l'aprovisionament i control de qualitat i la seqüenciació de peces dels proveïdors locals del grup Yamaha. Durant aquest període transitori, el grup Sesé hauria d'anar incorporant nous projectes que s'anirien compaginant amb els anteriors.
Yamaha regalà tots els actius industrials de la localitat vallesana al grup Sesé (segons el director comercial del grup, Álvaro Sarriá, a un «cost zero»). A canvi, Sesé garantia l'ocupació total dels 370 treballadors que restaven a Yamaha Motor España.
L'acord assolit fou qualificat pel sindicat CCOO d'«exemplar», ja que -en paraules dels seus portaveus- «ha obligat a la multinacional a donar continuïtat a l'actiu industrial, laboral i revertir en els treballadors de la fàbrica de Palau-solità i Plegamans els beneficis obtinguts gràcies al seu esforç i treball diari de molts anys».

### El final de YMES
El dissabte 31 de març de 2012 es fabricà la darrera moto a les instal·lacions de Palau-solità i Plegamans. Finalment, després de quasi un any d'incertesa, la multinacional se n'anà a produir a Saint Quentin, malgrat que ho farà a uns costos de producció molt menys competitius dels que tenia quan fabricava a Palau.

## Producció
Durant la seva etapa de fabricació a Catalunya, Yamaha produí gran varietat de models, tant de ciclomotors com d'escúters i motocicletes, dels quals cal esmentar-ne els següents:
- SEMSA:
  - 1982: Els primers models fabricats: S400 Yamaha (Sanglas-Yamaha) per al mercat estatal i Yamaha DT80 per a l'alemany.
  - 1983: Introducció del model DT 80 al mercat espanyol i llançament de la SR 250 Standard.
  - 1985: Producció dels models RD 80 i SR 250 Special
  - 1986: Llançament dels models RD 125 i 350. Llançament del nou ciclomotor YAMY per al mercat espanyol, italià i francès.
- YMES:
  - 1987: Llançament al mercat espanyol dels models XT 350, SR 125, TZR 80 i TZR 125.[9]
  - 1989-1990: Nou model Jog 50cc, primer escúter japonès a l'estat espanyol.
  - 1998-1999: Llançament del nou escúter Majesty YP 125.
  - 1992: Llançament dels nous models Jog R i TZR 80 RR per al mercat espanyol.
  - 1997: Primer projecte multinacional: llançament del nou model NEO's 50cc per a tot Europa.
  - 2002: Llançament del model Jog R-RR per al mercat europeu.
  - 2003: Llançament dels nous models de TZR 50 i Majesty YP 180.
  - 2005: S'inicia la producció del nou model X-Max 250cc, el producte de major cilindrada fabricat a la fàbrica de Palau-solità i Plegamans, coincidint amb el 50è aniversari de Yamaha Motor Company.
  - 2006: Producció i llançament del model X-Max 125cc.
  - 2007: Producció i llançament del nou escúter NEO'S a la factoria de Palau-solità i Plegamans.
  - 2010: Després que es tanqués la filial italiana el 2009, els models XT 660 i MT-03 passen a fabricar-se a Palau-solità i Plegamans.[18]

### Certificats de qualitat
El 1999, un cop fabricades més de 500.000 motocicletes a Catalunya, Yamaha Motor España es fixa com a objectiu fonamental la qualitat i aconsegueix des d'aleshores els següents certificats de qualitat segons la normativa ISO:
- 1999: Certificat de sistema de qualitat segons normativa ISO 9002:1994
- 2002: Certificat de sistema de medi ambient segons normativa ISO 14001:1996
- 2003: Certificat de sistema de qualitat segons normativa ISO 9001:2000
- 2006: Certificat de sistema de medi ambient segons normativa ISO 14001:2004, coincidint amb el 25è aniversari de l'empresa
- 2008: es renoven els certificats de sistema de qualitat i medi ambient segons normativa ISO 9001:2000 i ISO 14001:2004, respectivament (la certificació inclou la comercialització i servei postvenda de vehicles recreatius, motors nàutics i embarcacions per la normativa ISO 14001:2004 de medi ambient).

### Evolució del negoci (1987-2000)
Entre el 1987 i el 1991, les vendes de Yamaha Motor España augmenten de manera ininterrompuda a causa de l'expansió econòmica. Les exportacions són, però, residuals. El 1991 s'expandeix la planta per a poder passar a fabricar 60.000 unitats (doblant doncs la producció), amb la idea de fabricar també per als mercats exteriors. Durant els treballs d'ampliació es declara l'incendi que destrueix la factoria, però des de la direcció al Japó es decideix refer-la i en qüestió d'onze mesos es reconstrueix totalment -incloent-hi l'ampliació- i s'inaugura el 1992.

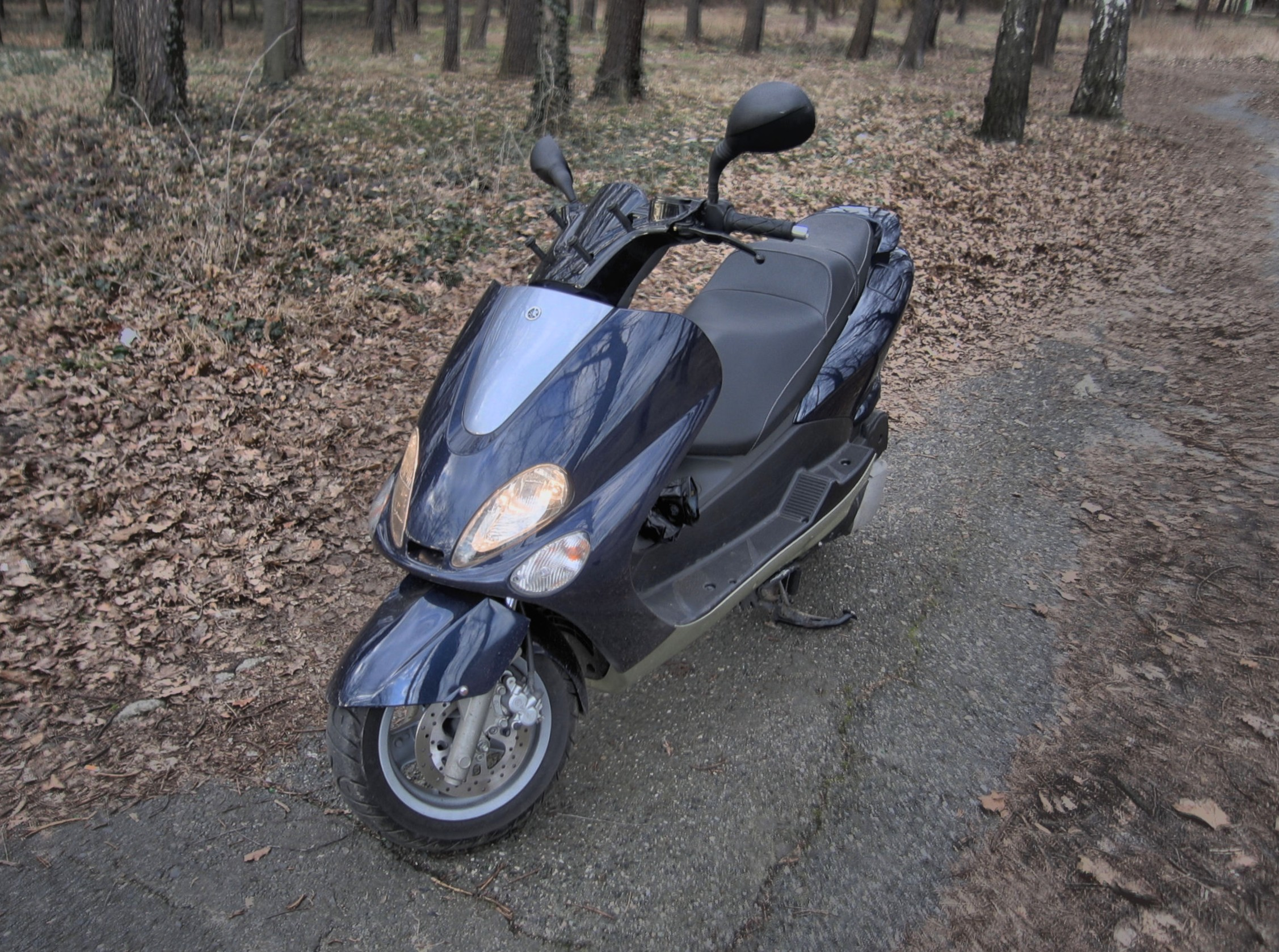
Majesty 125, un dels productes clau de YMES al tombant del

La recessió econòmica de 1993-1995 modifica l'estructura del mercat i el fa caure: el 1993, la producció només fou de 9.000 unitats. Al mateix temps té lloc un fort creixement de l'escúter i Yamaha llença diversos vehicles destinats a cobrir aquest segment. El 1994 es comença a concebre i a desenvolupar el "Neo's", el primer escúter de 50 cc a Europa, en el disseny i desenvolupament del qual hi participen empreses del grup (les de França, Itàlia i Catalunya) però també d'externes. El 1997 se n'inicia la comercialització i es passa de 26.000 unitats a 75.000.
El 1998, amb el llançament del "Majesty" -un escúter de 125 cc- la producció se situa en 130.000 unitats. El model es desenvolupa conjuntament entre el Japó, Itàlia, França, Catalunya i Taiwan (cadascun d'aquests països desenvolupa diferents components segons les preferències locals dels seus mercats). Aquell any, YMES tenia 450 treballadors en nòmina, exportava el 43% de la seva producció i facturava 39.650 milions de pts (uns 238,3 milions d'euros al canvi). La seva influència dins el sector del material de transport a Catalunya era important, ja que en generava el 42% de les vendes, el 25% de l'ocupació i el 48% de les exportacions.
El 1999, la taxa de penetració de l'empresa a l'exterior és del 72%. Per ordre d'importància, les exportacions es destinen a Itàlia, França, Alemanya i Països Baixos. D'altra banda, més del 90% dels components són europeus, amb predomini dels fabricats a l'estat espanyol (75% del total), dels quals el 80% provenen d'empreses catalanes.
Cap a l'any 2000, Yamaha Motor España compta amb 530 treballadors i té capacitat per a produir 160.000 unitats anuals. L'empresa és la primera del sector, amb una quota de mercat del 18% en vehicles de dues rodes (escúters de 50 cc i motos matriculables). Els models "Neo's" (que representa el 43% de la producció en unitats a Catalunya) i "Majesty" (23%) són durant anys els dos productes estrella de l'empresa i suposen un canvi dràstic en la seva estratègia. A Palau-solità i Plegamans es fabriquen tres models més: "TZR 50cc", l'escúter "Jog 50cc" i la motocicleta "SR 250", que ja porta aleshores 17 anys en la línia de producció.

## Competició
Durant la seva etapa a Catalunya, Yamaha assolí diversos èxits esportius en competicions d'abast estatal com ara el podi complet en la categoria Supersport del Campionat d'Espanya de velocitat per a la marca el 2006.
El 2009, un any en què Yamaha guanyà tota mena de títols mundials, guanyà també els següents campionats estatals i internacionals amb equips patrocinats per Yamaha Motor España:
- Campionat d'Europa i d'Espanya de velocitat en categoria Superstock (Carmelo Morales)
- Campionats d'Espanya d'enduro E1, E2 i Júnior (Víctor i Cristóbal Guerrero i Josep Ralló)
- Campionats d'Espanya de motocròs Elit i MX2 (Carlos Campano i Cristian Oliva).